# Бажин Петро Якович
Бажин Петро Якович (11 серпня (24 серпня) 1914 — 16 квітня 1978) — радянський офіцер, учасник Німецько-радянської війні, командир стрілецького батальйону 136-го гвардійського стрілецького полку 42-ї гвардійської стрілецької дивізії, 40-вої армії (СРСР), Герої Радянського Союзу (29.10.1943), гвардії капітан.

## Біографія
Народився 11 (24) серпня 1914 року в селянській сім'ї в селі Маслянино Барнаульського повіту Томської губернії (нині селище міського типу Новосибірської області). Закінчив середню школу, а в 1937 — Томський сільськогосподарський технікум (землевпорядне відділення). Працював техніком-землеупорядником у місті Новосибірську.
У Червоній армії з 1937 року. У 1941 році закінчив Ленінградське військове піхотне училище. Учасник Німецько-раднянської війні з 1941 року. Член ВКП(б) із 1943 року.
Командир стрілецького батальйону 136-го гвардійського стрілецького полку (42-а гвардійська стрілецька дивізія, 40-а армія, Воронезький фронт) гвардії капітан Петро Бажин особливо відзначився при форсуванні річки Дніпро на південь від Києва. Його підрозділ, який був зведеним стрілецьким батальйоном чисельністю сто дев'яносто осіб, створеним із залишків полку, у ніч з 25 на 26 вересня 1943 року розпочало форсування Дніпра на вісімнадцяти човнах та трьох напівпонтонах. Противник виявив переправу радянських військ та артилерійським вогнем знищив ще на воді всі 45-міліметрові гармати та до вісімдесяти осіб особового складу.
Дві доби батальйон гвардії капітана Бажина вів бій за ліс Япча і лише 28 вересня 1943 року, оволодівши ним, а потім вийшов до села, перетвореного гітлерівцями на опорний пункт. Розділивши бійців на три загони, П. Я. Бажин атакував ворога з трьох сторін. Опорний пункт був захоплений, але в батальйоні залишилося сорок дві людини та один міномет. У бою загинули начальник штабу батальйону, командир мінометної роти та заступник командира батальйону з політичної частини.
Під час наступу на село Панікарча залишки батальйону потрапили до оточення, вийти з якого не змогли. При спробі прорватися до своїх з особовим складом, що залишився, у вісімнадцять чоловік поранений комбат Петро Бажин опинився в полоні.
Указом Президії Верховної Ради СРСР від 29 жовтня 1943 року за зразкове виконання бойових завдань командування на фронті боротьби з німецькими загарбниками та виявлені при цьому мужність та геройство гвардії капітану Бажину Петру Яковичу посмертно присвоєно звання Героя Радянського Союзу.
Повернувшись із полону, П. Я. Бажин дізнався, що удостоєний найвищого ступеня відзнаки. Через кілька років після війни йому було вручено орден Леніна та медаль «Золота Зірка» (№ 11153).
У 1945—1948 роках капітан Бажин П. Я. служив у військах МВС СРСР. Потім працював техніком-землеупорядником, а з 1958 року — начальником земельного відділу та керівником проектного бюро Брестської філії інституту «Белгіпроект».
Жив у місті Барановичі Брестської області Білорусії. Помер 16 квітня 1978 року.